# 紅村-加里寧線
紅村-加里寧線（羅馬化：Krasnoselsko-Kalininskaya liniya），或6號線，是俄羅斯聖彼得堡地鐵一條興建中的地鐵路線，以棕色標示。路線預計在2022年營運，起初只設2個車站，2026或2027年增設4個車站。路線由紅村區開始，然後向東北行走，並可以與基洛夫-維堡線、莫斯科-彼得格勒線與伏龍芝-海濱線轉乘。
長遠規劃內，紅村-加里寧線的東北端將繼續延長至加里寧區。